# Megingaudo di Eichstätt
Megingaudo di Eichstätt (in tedesco Megingoz) (... – 28 aprile 1015) fu vescovo di Eichstätt dal 991 al 1015.

## Origini
Megingaudo proveniva da una famiglia di liberi nobili imparentata con l'imperatore Enrico II. In Italia, Megingaudo fu parte della corte di Ottone III, che gli concesse un diploma pochi giorni prima della sua morte.

## Biografia
A  causa della mancanza di diplomi che attestino donazioni da parte di Enrico II alla diocesi di Eichstätt nel periodo in cui era in carica Megingaudo, è possibile ipotizzare che il rapporto tra il sovrano e il vescovo non fosse buono, poiché quest'ultimo, al contrario dei suoi predecessori e successori, non compare mai nella lista dei cortigiani dell'imperatore. Attraverso il regolare scambio di doni che intercorreva tra le due figure, è possibile dimostrare che Megingaudo era in ottimi rapporti con il vescovo di Würzburg. Al fine di espandere la propria influenza in Franconia, Enrico II cercò di dare posizioni di prestigio nella chiesa a personaggi a lui graditi. Nel 1007 fu fondata la diocesi di Bamberga, il cui territorio fu ricavato dalla diocesi di Eichstätt e dalla diocesi di Würzburg, che fu assegnata al vescovo Eberardo. Mentre il vescovo di Würzburg Enrico rinunciò a quei territori senza protestare, Megingaudo si rifiutò di cedere e soltanto il suo successore Gundicaro, metterà in atto l'ordine dell'imperatore. Nel 1014 Megingaudo traslò le reliquie di san Colmano di Stockerau. Secondo lo storico Franz Heidingsfelder, Megingaudo acquisì un'area di caccia al confine con l'Ungheria secondo, in quanto l'Anonymus von Herrieden, datato intorno al 1075, rimprovera a Gundicaro, il successore di Megingaudo, un'eccessiva passione per la caccia. La valutazione dell'Anonymus può essere interpretata in senso più ampio come una critica alle eccessive attenzioni date piaceri terreni, trascurando i doveri spirituali che spetterebbero a un buon vescovo. Secondo il Pontificale Gundekariano, Megingaudo morì nel 1014, ma ciò sembra in contraddizione con altre fonti. Pertanto, lo storico Alfred Wendehorst ha suggerito che una migliore ipotesi per l'anno della morte sarebbe il 1015.